# Campionati nordici di lotta 2003
I campionati nordici di lotta 2003 si sono svolti a Eslöv, in Svezia, il 13 aprile 2003.

## Podi

### Lotta greco-romana
| Evento        | Oro                  | Argento            | Bronzo            |
| Fino a 55 kg  | Henrik Ståhl         | Nicklas Lövkvist   | Petri Isokoski    |
| Fino a 60 kg  | Marko Isokoski       | Håkan Nyblom       | Jani Hermansson   |
| Fino a 66 kg  | Juha Hiltunen        | Hamid Mokhtarzadeh | Olari Suislep     |
| Fino a 74 kg  | Marko Yli-Hannuksela | Tommy Lundell      | Kim-Jussi Nurmela |
| Fino a 84 kg  | Lennie Persson       | Tarvi Thomberg     | Tomi Rajamäki     |
| Fino a 96 kg  | Martin Lidberg       | Richard Karelson   | Fritz Aanes       |
| Fino a 120 kg | Juha Ahokas          | Jalmar Sjöberg     | Roe Kleive        |